# 褚葆一
褚葆一（1913年1月—2011年），男，浙江嘉兴人，中国经济学家。

## 生平
褚葆一1929年自嘉兴省立二中毕业后考入国立中央大学商学院。1932年商学院自中央大学独立成为国立上海商学院，次年褚葆一自工商管理系毕业。此后前往欧洲留学，先后就读于英国伦敦政治经济学院、德国法兰克福大学、柏林大学、柏林经济学院等校。
抗日战争期间回国，任教于中央大学经济系，曾出任系主任四年。抗战结束后国立上海商学院于1946年复校，褚葆一任银行系兼国际贸易系主任。1949年，他再度担任国立中央大学经济系系主任。1950年上海商学院改名为上海财政经济学院后任副院长。1956年加入中国共产党。1958年上海财政经济学院与华东政法学院等成立上海社会科学院后从事世界经济研究。1978年出任新成立的世界经济研究所所长，后又任名誉所长。